# Hermanos y hermanas de la familia Toda
Hermanos y hermanas de la familia Toda (戸田家の兄妹 Toda-ke no kyōdai?) es una película japonesa de 1941 dirigida por Yasujirō Ozu. En 2010, el BFI lanzó un DVD de la región 2 de la película como un extra del formato dual (Blu-ray + DVD) de Cuentos de Tokio.

## Sinopsis
La familia Toda, de clase alta, celebra el 69 cumpleaños de su padre con una sesión fotográfica conmemorativa en su jardín al aire libre. Desafortunadamente, poco después de la sesión fotográfica, el padre, Shintaro Toda (Hideo Fujino), sufre un infarto de miocardio. Después de su muerte, su hijo mayor, Shinichiro (Tatsuo Saito) anuncia que como su padre había actuado como un garante para una compañía que se declaró en bancarrota, ellos deben ayudar a pagar las deudas de esa compañía. La familia decide vender todas las propiedades de su difunto padre y antigüedades, dejando solo una vieja casa junto al mar. Mientras tanto, la madre (Ayako Katsuragi) y la hija menor Setsuko (Mieko Takamine) irían y se quedarían con Shinichiro y su esposa. El segundo hermano soltero Shojiro (Shin Saburi) aprovecha la oportunidad para alejarse de Japón a Tianjin, China (que había sido ocupada por Japón durante la segunda guerra sino-japonesa).
La madre y Setsuko pronto chocan con la esposa de Shinichiro, Kazuko. Después de algún tiempo, incapaz de soportar con Kazuko, los dos se trasladan para quedarse con Chizuko (Mitsuko Yoshikawa), la hermana mayor casada. Sin embargo, los planes de Setsuko para salir a trabajar se encuentran con la objeción vehemente de Chizuko, que encuentra toda la idea vergonzosa (ya que son una familia de clase alta). Chizuko también choca con la madre sobre su nieto, que ha estado haciendo novillos en la escuela. Finalmente, la Sra. Toda y Setsuko deciden trasladarse a un apartamento abandonado y destartalado junto al mar, en lugar de acosar a la segunda hermana de Setsuko, Ayako (Yoshiko Tsubouchi), para que se quede un lugar donde quedarse. Ayako y su marido son más que felices de dejarlos alojarse en otro lugar.
El aniversario de la muerte del padre llega pronto, y la familia se reúne para una reunión ceremonial. Shojiro llega a tiempo para la cena familiar. Sin embargo, se sorprende al saber que su madre y Setsuko se quedan solos junto al mar. Él reprende a todos y cada uno de sus hermanos y hermanas a su vez con severidad, reprendiéndolos por no hacer su parte como niños, y los insta a salir del el hogar a la vez, lo que hacen. Después de la cena, Shojiro pide a su madre ya su hermana que se queden con él en Tianjin, en China. Los dos están de acuerdo. Setsuko trata de hacer coincidir a Shojiro ya su amiga Tokiko (Michiko Kuwano), que ha venido para una visita, pero Shojiro corre a la playa antes de que ella pueda hacer que se conozcan.

## Reparto
- Mieko Takamine como Setsuko Toda.
- Shin Saburi como Shojiro Toda.
- Hideo Fujino como Shintaro Toda.
- Ayako Katsuragi como Sra. Toda
- Mitsuko Yoshikawa como Chizuru.
- Chishū Ryū como Amigo.
- Masao Hayama como Ryokichi.
- Tatsuo Saitō como Shinichiro.
- Kuniko Miyake como Kazuko.